# Hjärnkontoret
Hjärnkontoret är ett svenskt barnprogram för vetenskapsintresserade. Programmet hade premiär i Sveriges Television den 10 januari 1995. Programledare är sedan 2011 Beppe Singer.

## Innehåll och produktion

### Experimentet 2003
År 2003 genomförde Hjärnkontoret ett stort riksomfattande experiment där omkring 300 000 barn deltog genom att under skoltid hoppa på skolgården i två minuter. Mätningar skulle påvisa om barnens gemensamma hoppande kunde framkalla rörelser i berggrunden. Resultatet presenterades i programmet och avslöjade att hoppandet inte gav utslag på mätarna, med undantag för mindre utslag i Uppsala där mätutrustningen var placerad intill en hoppgrupp.

### Vinjettmusik
Under de första åren användes låten Toxic - Original Style (X-Clusive Remix) i programmets vinjett, samt även Jean-Michel Jarres "Zoolook" i slutvinjetten.
Numera består vinjetten av ett gäng ettåringar klädda i stil med Beastie Boys "Intergalactic"-video, en Rube Goldberg-maskin och musik från "Je suis une poupée" med Stereo Total.

## Programledare
- Fredrik Berling (1995–1997)
- Victoria Dyring (1997[4]–2001[5])
- Henry Chu (2001–2004[6])
- Frida Nilsson (2005[7]–2011)
- Beppe Singer (2011[8]–)

## Priser och utmärkelser
- Kunskapspriset 2002
- Årets barnprogram Kristallen 2006
- Årets folkbildare 2011[9]